# Телешниця Ошварова
Теле́шниця Ошва́рова (пол. Teleśnica Oszwarowa) — село Бещадського повіту Підкарпатського воєводства Республіки Польща. Колишнє бойківське село, в рамках договору обміну територіями 1951 року все українське населення насильно переселено. Населення — 216 осіб (2011).

## Розташування
Телешниця Ошварова знаходиться за 7 км на південний схід від адміністративного центру ґміни Устрик-Долішніх і за 83 км на південний схід від адміністративного центру воєводства Ряшева, за 13 км від державного кордону з Україною.

## Історія
У 1526 р. вперше згадується село. Входило до Перемишльської землі Руського воєводства. 
У 1867-1918 рр. село було у складі Австро-Угорської монархії, у провінції Королівство Галичини та Володимирії. У 1892 році село належало до Ліського повіту, в селі нараховувалося 86 будинків і 572 жителів, з них 377 греко-католиків, 170 римо-католиків, 1 протестант і 24 юдеї.
У 1919-1939 рр. — у складі Польщі. Село належало до Ліського повіту Львівського воєводства, у 1934-1939 рр. входило до складу ґміни Лобізва. На 01.01.1939 в селі було 1110 жителів, з них 760 українців-грекокатоликів, 200 українців-римокатоликів, 10 поляків і 140 євреїв.
У середині вересня 1939 року німці окупували село, однак уже 29 вересня 1939 року мусіли відступити з правобережної частини Сяну, оскільки за пактом Ріббентропа-Молотова правобережжя Сяну належало до радянської зони впливу. 27.11.1939 постановою Президії Верховної Ради УРСР село у складі повіту включене до новоутвореної Дрогобицької області. Територія ввійшла до складу утвореного 17.01.1940 Нижньо-Устрицького району (районний центр — Нижні-Устрики). 29 червня 1941, з початком Радянсько-німецької війни в село ввійшли словацькі частини, далі територія знову була окупована німцями, які за три роки окупації винищили євреїв. У вересні 1944 року радянські війська знову оволоділи селом.
З 1939 до 1951 село відносилось до Нижньо-Устрицького району Дрогобицької області, в рамках договору обміну територіями 1951 року 196 українських родин, що складалися з 984 осіб, були виселені у села на Одещині (Будьоннівку, Єреміївку, Бецилове), а на їх місце переселено поляків.
У 1975-1998 роках село належало до Кросненського воєводства.

## Демографія
Демографічна структура станом на 31 березня 2011 року:
|          | Загалом | Допрацездатний вік | Працездатний вік | Постпрацездатний вік |
| -------- | ------- | ------------------ | ---------------- | -------------------- |
| Чоловіки | 104     | 35                 | 58               | 11                   |
| Жінки    | 112     | 23                 | 59               | 30                   |
| Разом    | 216     | 58                 | 117              | 41                   |

## Церква
В 1826 р. збудована дерев’яна церква Різдва Пресвятої Богородиці, була філіяльною, належала до парафії Дашівка Устрицького деканату Перемишльської єпархії УГКЦ.